# Делла-Вос, Людвиг Карлович
Лю́двиг Ка́рлович Де́лла-Во́с (1832, Одесса — 1909, Харьков) — государственный деятель Российской империи, чиновник ведомства Государственного контроля, тайный советник; младший брат инженера-механика Виктора Делла-Воса, отец художницы Ольги Делла-Вос-Кардовской.

## Биография
Родился в 1832 году в Одессе — младший сын испанского эмигранта Карла Делла-Вос, жившего на Греческой улице.
В 1850 году окончил Ришельевский лицей. С 19 июня 1851 года служил в Государственном коммерческом банке, затем, с 9 декабря 1856 года — состоял в Правлении приказа общественного призрения.
Окончил краткие курсы по организации государственного контроля и с 1865 года служил по ведомству государственного контроля: сначала в Оренбурге, с 1866 года в Пензе — управляющим Контрольной палаты. Затем был управляющим контрольной палаты в Чернигове (с 1872), Люблине (с 1876), и, наконец, в Харькове.
Был произведён в действительные статские советники 26 марта 1876 года. При выходе в отставку (до 1906[уточнить]) получил чин тайного советника.
С сыном Александром причислен к дворянству Киевской губернии.
Умер в Харькове в 1909 году.

## Награды
- орден Св. Станислава 3-й ст. (1863)
- орден Св. Анны 2-й ст. (1870)
- орден Св. Владимира 3-й ст. (1879)
- орден Св. Станислава 1-й ст. (1883)
- орден Св. Анны 1-й ст. (1890)
- золотая табакерка с бриллиантами и вензелем Е.И.В (1899)

## Семья
В 1856 году женился на дочери потомственного почётного гражданина Одессы, купца 1-й гильдии Стефана Дмитриевича Тошковича, Марии. Их дети: Елизавета (1857—?), Анна (1859—?), Евгения (1864—?), Александр (1871—1941), Мария (1874—?), Ольга (1875—1952), Софья (1876—1971).